# 兰市乡
兰市乡，是中华人民共和国湖南省郴州市资兴市下辖的一个乡镇级行政单位。

## 行政区划
兰市乡下辖以下地区：
兰市社区、塘背垅村、横坵村、毛冲村、新江村、鼓谭村、李家湾村、鸭公龙村、垄上村和车官村。